# La Sportiva
Ne doit pas être confondu avec Società Sportiva Lazio.
La Sportiva est une marque fabriquant des chaussures et particulièrement des chaussons d'escalade.

## Histoire
La société s'est fondée avec Narciso Delladio qui fabriquait des sabots et des chaussures en cuir au début du XXe siècle. Puis au cours des années La Sportiva s'est concentré sur les chaussures liées à la montagne mais tout en restant sur des activités de plein air tel le trekking ou le trail ou encore le ski alpinisme.

## Chaussures
Parmi leur gamme La Sportiva produit plutôt des chaussures d'alpinisme. 

## Chaussons
Il existe différents modèles : 
- Miura est un modèle lacets performant.
- Cobra est une ballerine très souple
- Mythos est un modèle à lacets assez polyvalent.

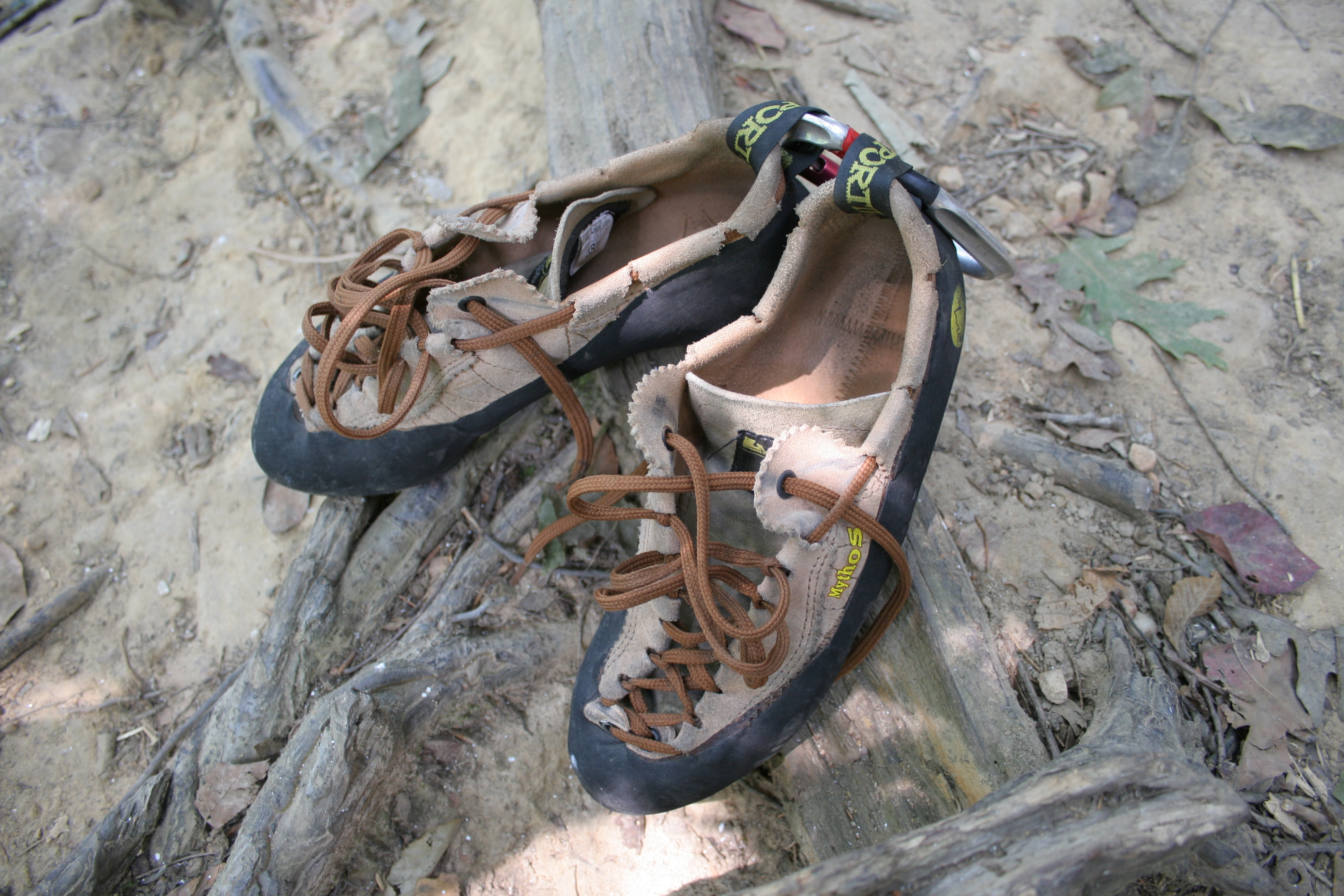
Un modèle phare : les Mythos

- Katana est un chausson à double scratch.
- Testarossa est un autre modèle lacets performant mais plutôt souple.
- Solution est une ballerine crochetante[pas clair].